# Prosopocera rhodesiana
Prosopocera rhodesiana är en skalbaggsart som beskrevs av Stefan von Breuning 1962. Prosopocera rhodesiana ingår i släktet Prosopocera och familjen långhorningar.
Artens utbredningsområde är Zimbabwe. Inga underarter finns listade i Catalogue of Life.